# 윈지 메이논
윈지 메이논(Wingy Manone, 본명(本名)은 조지프 매튜스 메이논(Joseph Matthews Manone), 1900년 2월 13일 ~ 1982년 7월 9일)은 미국의 재즈 가수, 트럼펫 연주자, 작사가, 작곡가, 밴드 리더, 영화배우이다.

## 생애
미국 텍사스 주립 대학교 스페인어학과를 학사 학위한 그는 1924년 트럼펫 연주자로 첫 데뷔하였고 1929년 가수로 데뷔하였으며 1940년 미국 영화 《Rhythm on the river》의 단역으로 영화배우 데뷔하였다.
그는 영어·이탈리아어·시칠리아어·스페인어·카탈루냐어·러시아어에 모두 능통하였다.

## 유명세
그는 보통적으로 대한민국 국내에서는 러시아 민요를 영어로 번안한 곡인 《Dark eyes》를 부른 가수로 널리 알려져 있다.